# Sandwichbauweise

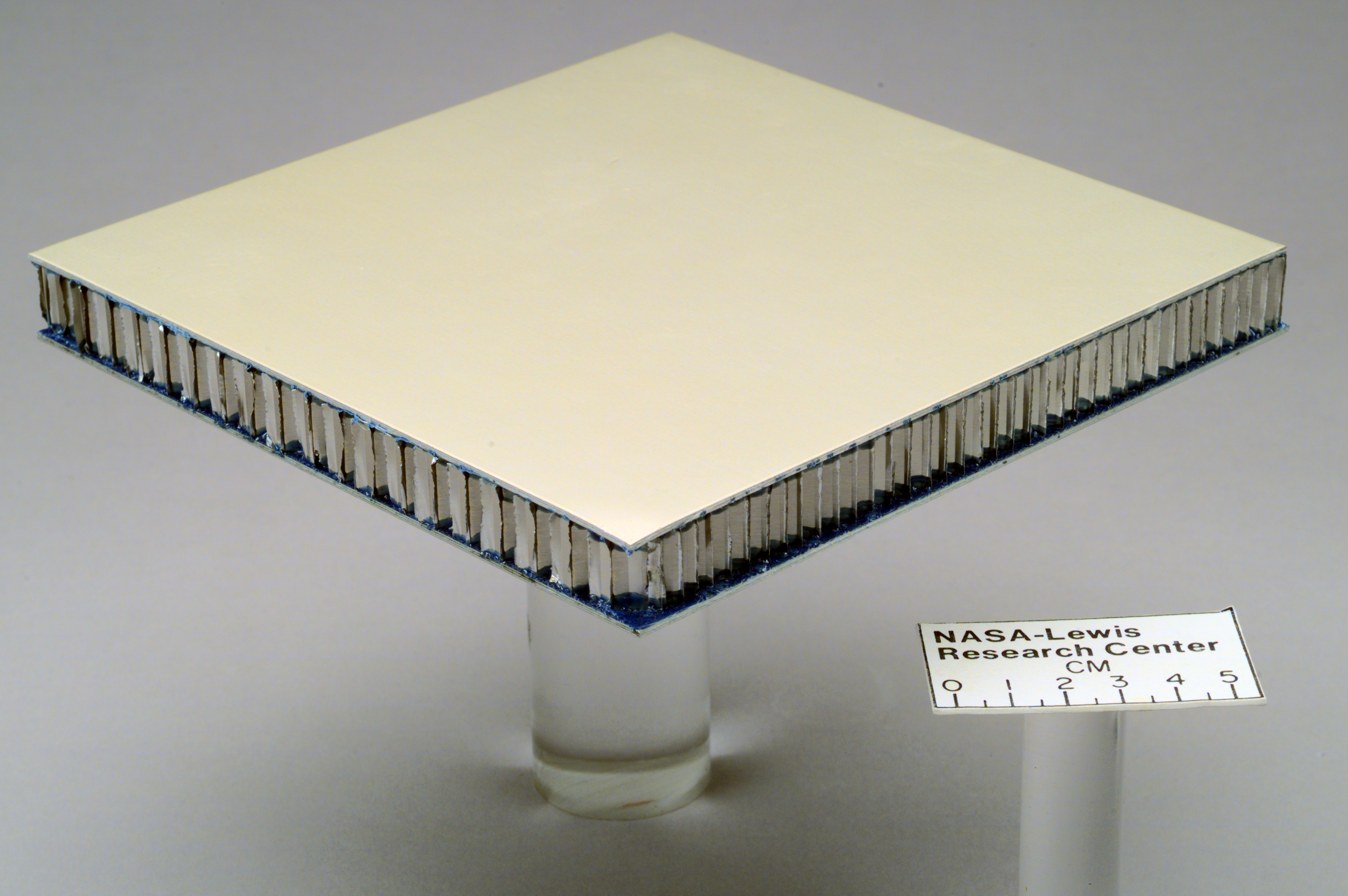
Wabensandwichplatte

Bei der Sandwichbauweise werden Werkstoffe mit verschiedenen Eigenschaften in Schichten zu einem Bauteil oder Halbzeug zusammengesetzt. Die Bezeichnung stammt von dem ebenfalls aus mehreren Schichten bestehenden Imbiss namens Sandwich. Typisch ist die Abfolge Deckschicht-Kern-Deckschicht.

## Konstruktion und Statik

Sandwichbauweise einer Bauplatte A aus zwei festen Oberflächen B und einer leichten Innenschicht C

Als Konstruktionsweise bezeichnet die Sandwichbauweise eine Form des Leichtbaus, bei dem die Bauteile aus kraftaufnehmenden festen Decklagen bestehen, die durch einen relativ weichen, leichten, Kernwerkstoff auf Abstand gehalten werden. Diese Teile sind bei geringem Gewicht sehr biege- und beulsteif. Ihre Berechnung wird im Bauwesen nach der linearen Sandwichtheorie vorgenommen.
Der Kern kann aus Vollmaterial (Polyethylen, Balsaholz), Schaumstoff (Hartschaum, Metallschaum), Dämmung (Hartschaum, Mineralwolle) oder Wabengitter (Papier, Pappe, Metall, Kunststoff) bestehen.
Es überträgt auftretende Schubkräfte und stützt die Deckschichten. Oft wird auch die wärmedämmende und akustische Isolationseigenschaft der sehr leichten Kernwerkstoffe genutzt. Als Deckschichten werden unter anderem Blech, (Sperr)holz oder Faserverbundwerkstoffe benutzt. Oft werden Krafteinleitungspunkte mit Verstärkungen versehen.

## Anwendungen

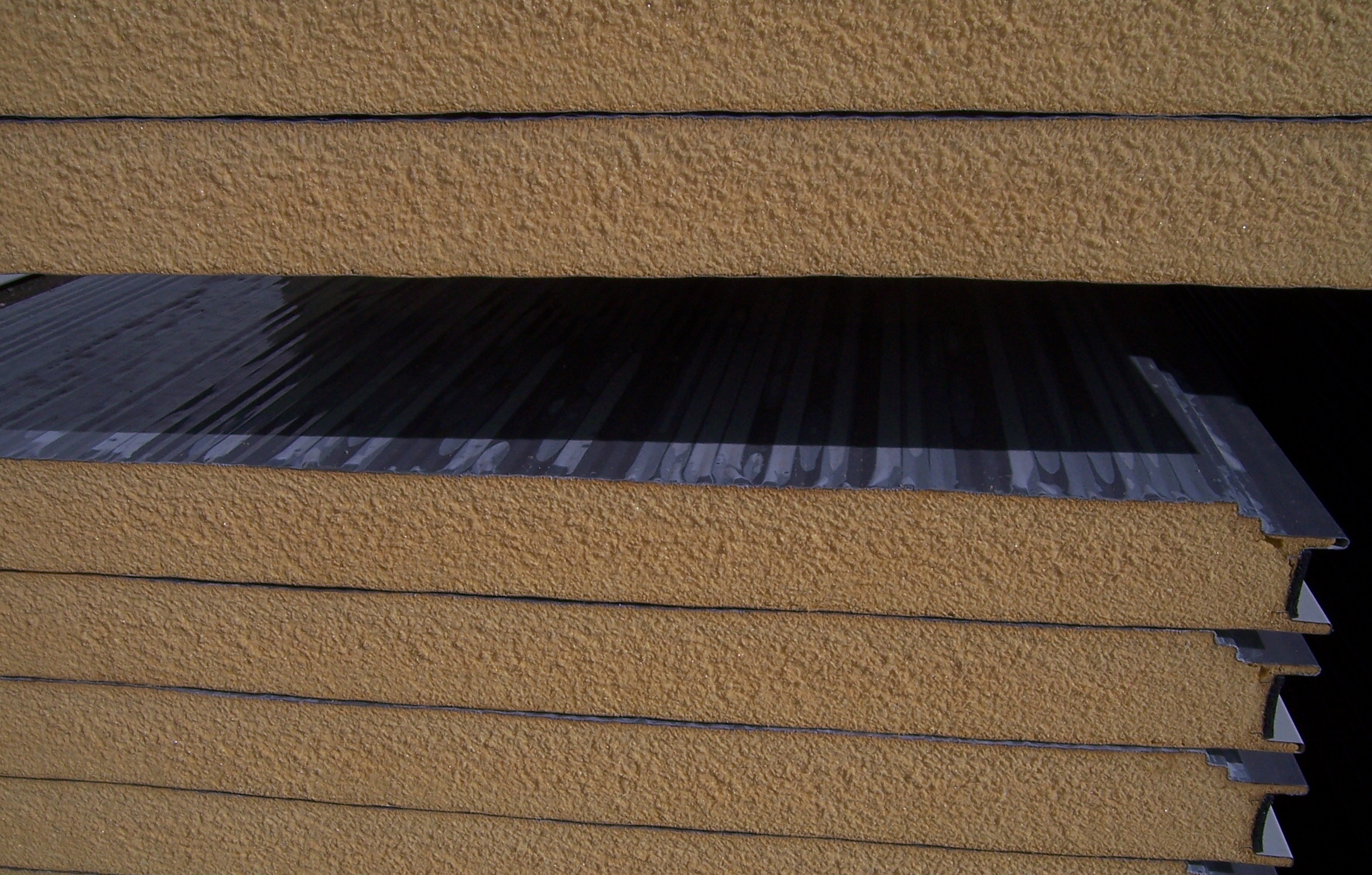
PUR-Sandwichelemente für eine Lagerhalle

Anwendungen sind beispielsweise Sportboote, Flugzeugteile (Rumpf, Flügelschalen, Bodenplatten), Eisenbahnwaggons, Surfbretter (aus Polyurethan), und Rotorblätter für Windenergieanlagen.
Sandwichpaneele mit Wabenkern aus Aramidfasern mit Decklagen aus Glasfaserprepregs werden gerne als Wände für Bordküchen und Toiletten in Flugzeugen verwendet.
Im Bauwesen werden vorgefertigte Sandwichplatten bestehend aus einer Stahlbetontragschale, einer Wärmedämmung und einer Vorsatzschale aus Klinker oder Beton verwendet. Außerdem werden Verbundplatten mit metallischen Deckschichten und einer zwischenliegenden Wärmedämmung als Sandwichelement oder Sandwichpaneel bezeichnet. Zimmertüren bestehen oft aus Sperrholzdeckschichten mit Papierwabenkern.

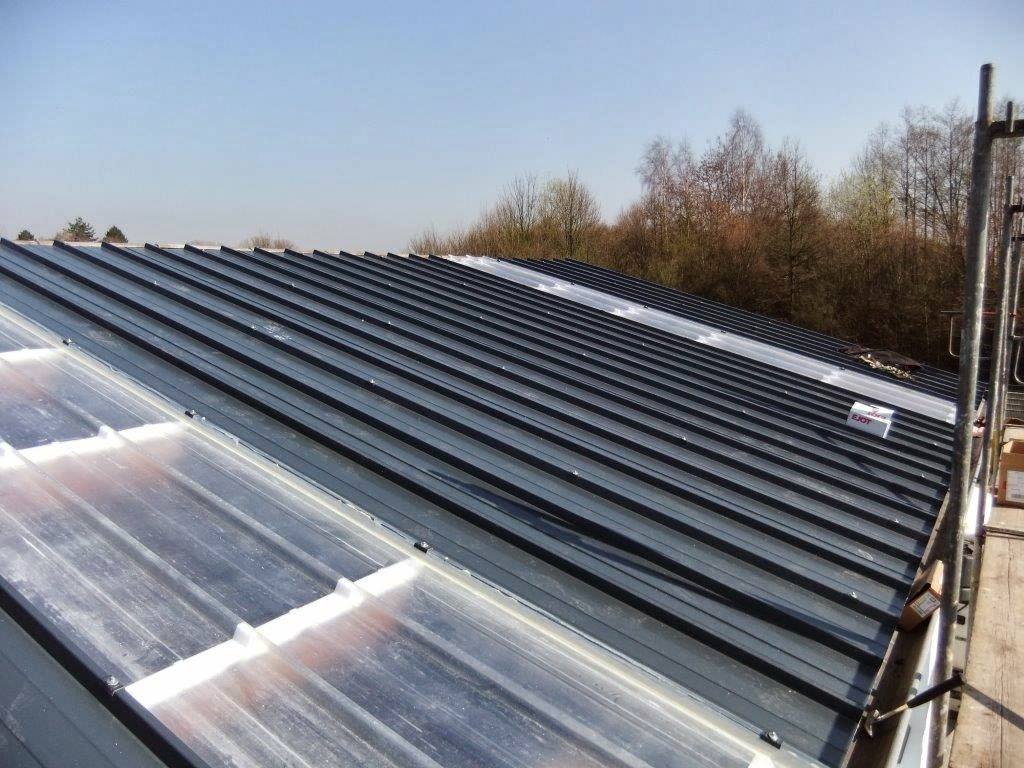
Lichtdurchlässige Sandwichelemente für das Dach

Für Dächer von Produktionshallen gibt es transparente Sandwichelemente, die das Tageslicht zur Beleuchtung der Arbeitsstätten durchlassen. Das spart Energie, da man zeitweise auf künstliche Beleuchtung verzichten kann.

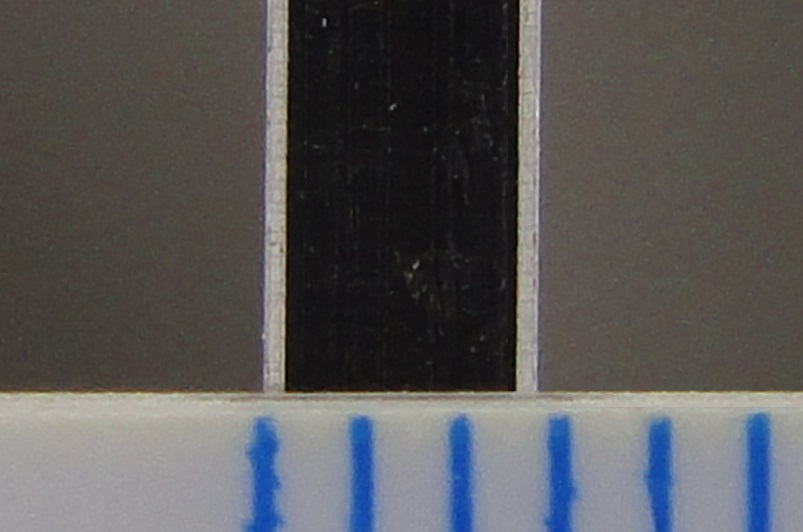
Platte aus Aluminium-Verbundmaterial

Vorgehängte Fassadenplatten für die Fassadengestaltung und als Regenschutz bestehen teilweise aus pulverbeschichteten oder folienbeklebten 3 bis 10 mm dicken Aluminium-Verbundplatten (engl.: aluminium composite panels, ACP). Platten solcher Fassadensysteme können mit größeren Radien gebogen oder nach Entfernen eines Keils des rückseitigen Materials auch abgekantet werden. Es gibt sie in verschiedenen Brandklassen von normal brennbar bis nicht brennbar, je nach Kernmaterial.

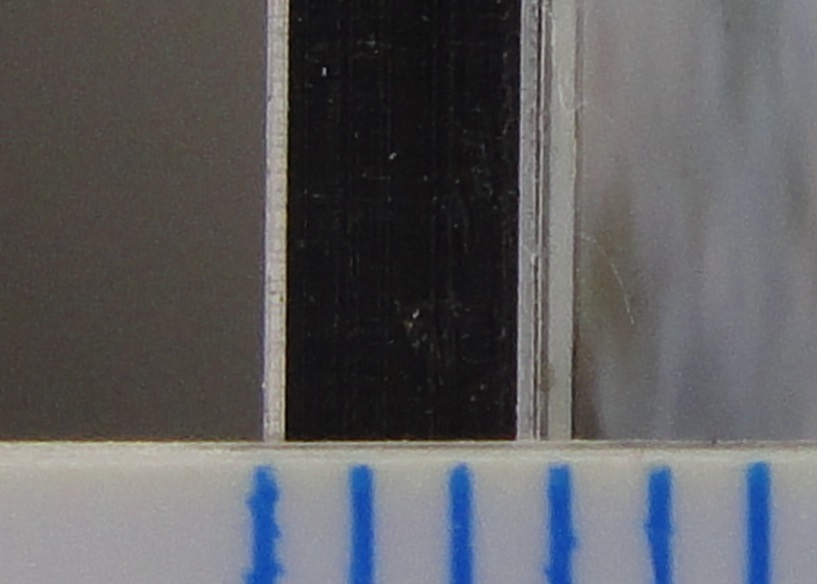
Aluminium-Verbundmaterial als Träger eines Fotos

Werbeschilder, Werbetafeln und großformatige Fotos mit hoher UV- und Witterungsfestigkeit können aus 3 bis 10 mm dicken Aluminium-Verbundplatten mit dunkelbraunem Polyethylen-Kernmaterial gemacht sein. Sie tragen u. a. Bezeichnungen wie Alu-Dibond oder Aluminium Composite Material (ACM). Bedruckte oder beklebte Schilder benötigen in der Regel keinen Rahmen. Schilder mit auflaminierten Fotos oder Drucken sind für trockene Orte geeignet.
Im Schiffbau ist die Sandwichbauweise vor allem bei Sportbooten sehr verbreitet. Im Großschiffbau verspricht sie mehr Sicherheit, ganz besonders bei den Tankern. Auch bestehende Schiffe lassen sich nachträglich ausrüsten.
Im Fahrzeugbau werden Außenwände mit Wärmedämmung in Sandwichbauweise unter anderem Wohnmobilen und in Kühlkofferaufbauten von Nutzfahrzeugen verwendet.
Vor der Staatsgründung Israels baute die Hagana, Vorläuferin der israelischen Armee Lastkraftwagen zu sogenannten Sandwich-Panzerwagen um. Sie erhielten Aufbauten aus Holzbohlen, die zu beiden Seiten mit Stahlblech beschlagen waren.
Bei der Herstellung von Ski erlaubt die Sandwichbauweise eine große Variabilität in Bezug auf Materialeinsatz und Konstruktionsaufwand: die Bandbreite reicht vom einfachen Schaumstoffkern für Anfängerski bis zu den Kleinserien für FIS-Weltcupski mit verleimtem Holzkern.
Für Turbinenschaufeln wird an einem Aufbau mit Metallschaum als Kernmaterial geforscht.
Im Raumfahrtbereich werden Sandwich-Platten aus CFK Deckplatten und Aluminiumwabenkern für die Panels für die Elektronik verwendet. Einige Geräte haben auch Sandwich Panels die ausschließlich aus CFK bestehen, da diese verwindungssteifer und leichter sind.

## BegriffSandwichbauweiseim Automobilbau
Im Automobilbau wird der Begriff Sandwichbauweise auch für eine kompakte Bauart verwendet, bei der das Getriebe und der stark nach vorn geneigte Quermotor zum Teil unter dem Boden des vorderen Fußraums liegen. Bei einem Aufprall dringen sie nicht in den Fahrgastraum ein, sondern werden unter ihm nach hinten geschoben. So lässt sich der ganze Bug des Fahrzeugs als Knautschzone nutzen. Im doppelten, durch Quer- und Längsträger verstärkten Boden des Fahrzeugs ist Platz für unter anderem die Batterie und den Tank. Mercedes-Benz baute nach diesem Prinzip den W 168 und W 169, die erste und die zweite A-Klasse.